# Deli Yürek
Deli yürek ( The Crazy Heart ) es una serie de televisión turca dirigida por Osman Sınav , transmitida desde 1998 hasta 2001 en el canal de televisión Show TV , y desde 2001 hasta 2002 en el canal de televisión ATV.

## Reparto

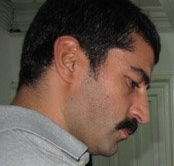
Kenan İmirzalıoğlu

- Kenan İmirzalıoğlu: Yusuf Miroğlu
- Gürkan Uygun: Cihan
- Zeynep Tokuş: Zeynep
- Demir Karahan: Ağabey
- Ali Sürmeli: Turgay Atacan
- Kürşat Alnıaçık: Savaş Doğan
- Ahmet Yenilmez: Sabri
- Guacamayos Bulu: Kara Hamit
- Mehtap Bayrı: Nazlı Miroğlu
- Ebru Cündübeyoğlu: Ayşegül
- Selçuk Yöntem: Bozo